# Khalte
Khalte (nep. खाल्टे) – gaun wikas samiti w środkowej części Nepalu w strefie Bagmati w dystrykcie Dhading. Według nepalskiego spisu powszechnego z 2001 roku liczył on 1365 gospodarstw domowych i 7483 mieszkańców (3869 kobiet i 3614 mężczyzn).